# Stopplaats Anderen
Stopplaats Anderen is een voormalige halte aan de spoorlijn Gasselternijveen - Assen tussen de stations Rolde en Gieten. De stopplaats ten zuiden van het brinkdorp Anderen.
Bij de spoorweghalte stond vroeger een abri. Deze werd gebouwd in 1905 en gesloopt in 1935.
0: Gasselternijveen ·
3: Gasselte ·
7: Gieten ·
9: Eext ·
Anderen ·
15: Rolde ·
20: Assen
Assen ·
Beilen ·
Coevorden ·
Dalen ·
Emmen ·
-Zuid ·
Hoogeveen ·
Meppel ·
Nieuw Amsterdam

Zie ook: lijst van voormalige spoorwegstations in Drenthe